# Estación de Sevilla-La Negrilla
Sevilla-La Negrilla es una terminal logística ferroviaria situada en el municipio español de Sevilla, en la provincia homónima (Andalucía). Las instalaciones se encuentran situadas en el barrio hispalense de La Negrilla (Palmete) y forman parte de la circunvalación ferroviaria de Sevilla.

## Situación ferroviaria
La estación forma parte de la línea de ancho ibérico Bif. Tamarguillo-La Salud, punto kilométrico 5,9.

## Historia
El Plan de Enlaces Ferroviarios de Sevilla, de 1971, preveía la reorganización de la red férrea que existía en Sevilla y la centralización de los servicios ferroviarios —con la supresión de las distintas estaciones existentes—. En la zona de Sevilla-Santa Justa se encontraba una estación dedicada al tratamiento de mercancías y a servicios logísticos. No sería hasta finales de la década de 1980 cuando, de cara a las obras de la Exposición Universal de 1992, los servicios de mercancías fueron sacados del casco urbano de la ciudad y trasladados a nuevas instalaciones en las afueras, a La Negrilla y Majarabique. El nuevo complejo ferroviario de La Negrilla fue inaugurado el 26 de enero de 1990, con un coste de 1382 millones de pesetas.
Constituye la estación de mercancías con más tráfico de Andalucía, seguida de la estación de San Roque-Mercancías.
En enero de 2005, con la división de RENFE en Renfe Operadora y Adif, las instalaciones pasaron a depender de esta última.